# Ferungulata
Ferungulata é uma grandeordem de mamíferos placentários que agrupa a mirorder Ferae e o clado Pan-Euungulata. Existiu em duas formas, uma tradicional baseada na análise morfológica e uma revisada levando em consideração as análises moleculares mais recentes. Os Fereungulata são um grupo irmão da ordem Chiroptera e juntos formam o clado Scrotifera.
A Ferungulata tradicional foi fundada por George Gaylord Simpson em 1945. Ele agrupou as ordens existentes Carnivora, Perissodactyla e Artiodactyla com Tubulidentata e a superordem Paenungulata, bem como várias ordens conhecidas apenas de fósseis.
Simpson estabeleceu o agrupamento com base em critérios morfológicos, mas esse entendimento tradicional de Ferungulata foi desafiado por uma classificação mais recente, baseada em critérios genéticos. Esses estudos separaram suas ordens de ungulados em dois grupos placentários distintos, dentro da Afrotheria e Laurasiatheria, respectivamente. Os 'verdadeiros' ungulados (mirorder Euungulata), Perissodactyla e Artiodactyla, estão incluídos no grupo revisado, junto com os Carnivora e com a adição de pangolins (ordem Pholidota), mas os Tubulidentata e os paenungulados são excluídos. Embora Simpson tenha colocado baleias (Cetacea) em uma coorte separada, evidências recentes ligando-as a Artiodactyla significariam que elas deveriam estar aqui também. Para refletir essa diferença, o clado revisado é geralmente conhecido como Fereungulata.